# Truttaedacnitis sphaeracephala
Truttaedacnitis sphaeracephala is een rondwormensoort uit de familie van de Cucullanidae. De wetenschappelijke naam van de soort is voor het eerst geldig gepubliceerd door Rudolphi.